# Conirostre cul-roux
Conirostrum speciosum
Espèce
Statut de conservation UICN

 LC  : Préoccupation mineure
Répartition géographique
Le Conirostre cul-roux (Conirostrum speciosum), également appelé Sucrier à ventre marron, est une espèce de passereaux de la famille des Thraupidae.

## Répartition et sous-espèces
Cet oiseau est représenté par 3 trois sous-espèces :
- Conirostrum speciosum amazonum (Hellmayr, 1917) – bassin amazonien
- Conirostrum speciosum guaricola Phelps & Phelps, 1949 – Venezuela et plateau des Guyanes
- Conirostrum speciosum speciosum (Temminck, 1824) – du sud du Pérou à l'est du Brésil